# Listownicowce
Listownicowce (Laminariales) – rząd dużych morskich glonów z klasy brunatnic. Ich plechy osiągają największy stopień złożoności, w zasadzie przypominając narządy i tkanki roślinne nawet u najprościej zbudowanych przedstawicieli (strunka). Składają się z nibyliścia (fylloid), nibyłodygi (kauloid) i nibykorzenia (stopka, ryzoid). Zawierają struktury zbliżone do miękiszu asymilacyjnego, tkanki wzmacniającej, a u niektórych (wielkomorszcz) nawet rurek sitowych. Niektóre posiadają pęcherze powietrzne ułatwiające utrzymanie ciała blisko powierzchni wody. Niektóre gatunki dorastają do kilkudziesięciu metrów długości, w tempie nawet kilkudziesięciu cm na dobę (wielkomorszcz), będąc największymi okazami glonów i protistów. Tworzą przybrzeżne zarośla wodorostów, niekiedy o postaci lasu wodorostów. Występują głównie w morzach chłodnych i umiarkowanych (w wodach międzyzwrotnikowych zwykle w zasięgu prądów chłodnych).
Przemiana pokoleń jest heteromorficzna - sporofit jest okazały, a gametofit niepozorny. Rozmnażanie płciowe polega głównie na oogamii. Gametofity męskie są wielokomórkowe, rozgałęzione, z licznymi plemniami wytwarzającymi po jednym dwuwiciowym plemniku. Gametofity żeńskie wielokomórkowe lub jednokomórkowe.

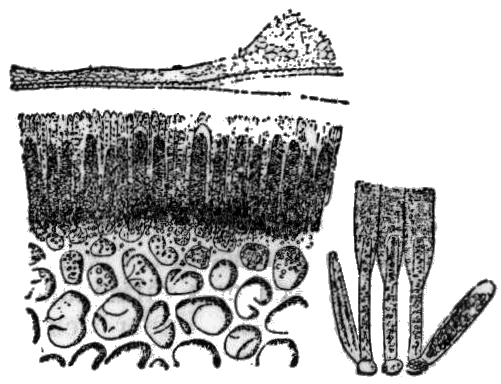
budowa wewnętrzna listownicy cukrowej

## Zastosowanie gospodarcze
Plechy listownicowców są stosowane jako nawóz. Jako pasza stosowane są różne gatunki listownicy, strunki, skrzydlicy, wielkomorszczu.
Niektóre gatunki bywają stosowane jako pokarm (kapusta morska). W Europie w czasach głodu były to np. skrzydlica jadalna i listownica cukrowa. Ten ostatni gatunek, a także Alaria crassifolia oraz Laminaria religiosa bywają także używane jako rodzaje kombu - potrawy z kuchni japońskiej, której podstawowym gatunkiem jest listownica japońska (Saccharina japonica; ma-kombu). Zastosowanie spożywcze mają także baniopień, Durvillea i undaria (wakame).
Z listownicowców uzyskuje się także dodatki do żywności takie jak kwas alginowy i jego pochodne (alginiany). Ekstrakty z listownicy, Durvillea i wielkomorszczu mają zastosowanie przy wyrobie kosmetyków. Ze względu na zawarty w komórkach jod, bywają stosowane w leczeniu jego niedoboru.

## Systematyka
We współczesnych systemach taksonomicznych podobnie jak pozostałe brunatnice są zaliczane do supergrupy sar. W kladystycznym systemie Adla i in. z 2019 pozycja tego rzędu to:
- eukarionty
  - Diaphoretickes
    - stramenopile (Stramenopiles)
      - Gyrista
        - Ochrophyta
          - Chrysista
            - brunatnice (Phaeophyceae)
              - Laminariales

W systemie Ruggiero i in. utrzymującym tradycyjne kategorie systematyczne i zaadaptowanym przez serwis AlgaeBase pozycja rzędu to:
- nadkrólestwo Eukaryota
  - królestwo chromisty (Chromista)
    - podkrólestwo Harosa (odpowiadające supergrupie sar)
      - infrakrólestwo Halvaria
        - nadtyp Heterokonta (odpowiadający supergupie stramenopile)
          - typ Ochrophyta
            - klasa brunatnice (Phaeophyceae)
              - podklasa Fucophycidae
                - rząd Laminariales.

## Przedstawiciele
W systemie AlgaeBase na początku 2021 w obrębie rzędu wyróżniano następujące rodziny:
- Agaraceae
- Alariaceae
- Arthrothamnaceae
- Aureophycaceae
- Laminariaceae
- Lessoniaceae
- oraz gatunki incertae sedis: Costulariella kurilensis,  Feditia simuschirensis i  Phyllariella ochotensis.

Do bardziej znanych przedstawicieli należą:
- skrzydlica (Alaria)
  - skrzydlica jadalna (A. esculenta)
  - skrzydlica rozdęta (A. fistulosa)
  - skrzydlica mocna (A. valida)
- strunka witkowata (Chorda filum)
- Durvillea antarctica
- listownica (Laminaria)
  - listownica Cloustona (L. cloustoni)
  - listownica palczasta (L. digitata)
  - listownica północna (L. hyperborea)
  - ma-kombu (listownica japońska) (L. japonica)
  - listownica cukrowa (L. saccharina)
- lesonia
  - lesonia pstra (Lessonia variegata)
- wielkomorszcz gruszkonośny (Macrocystis pyrifera)
- baniopień Lütkego (Nereocystis luetkeana)
- undaria pierzastodzielna (Undaria pinnatifida)